# 張敦仁

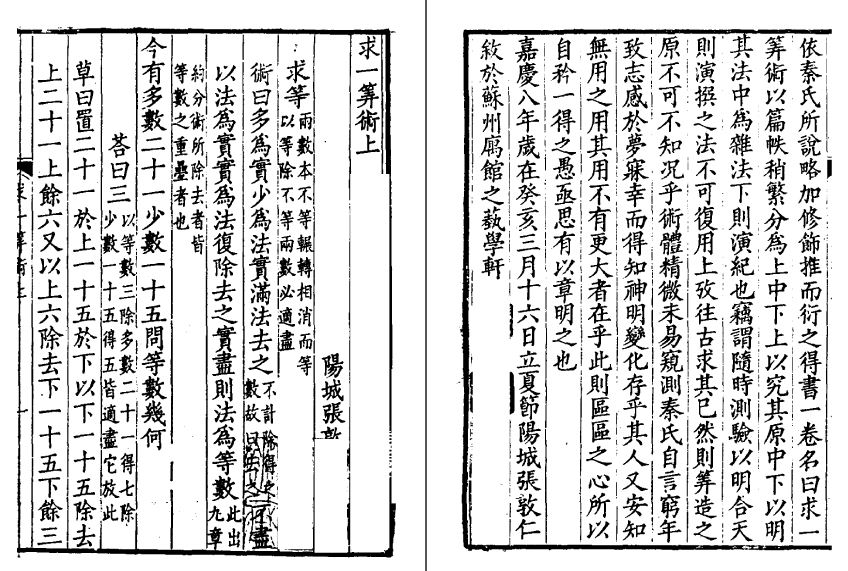
张敦仁《求一算术》

张敦仁（1754年—1834年），字仲篙，号古愚，亦号胡臾，生于山西省阳城县润城镇润城村砥洎城简静居院。清朝进士、著名汉学家、数学家。
清乾隆四十三年（1778年），登第二甲第二十三名进士，授江西高安知縣。嘉庆四年，调任廬陵縣知縣，后升任銅鼓營同知。兼任南安府知府、饒州府知府。嘉庆五年，任川沙廳同知、揚州府知府、吉安府知府，署南昌府知府。嘉慶九年，任江寧府知府，署蘇州府知府。嘉慶十八年，回任吉安府知府。嘉慶二十一年，任南昌府知府。道光二年，任雲南鹽法道。

## 著作
- 《求一算术》三卷，于嘉庆八年刊行。
- 《铁盐论考证》一卷
- 《雅尔图考》二十卷
- 《礼记郑注考证》二卷
- 《缉古算经细草》三卷
- 《开方补记》八卷
- 《通论》一卷